# الجيوبونيكا
جيوبونيكا (باليونانية: Γεωπονικά)‏ هي مجموعة من عشرين كتابًا من المعارف الزراعية، جمعت خلال القرن العاشر في القسطنطينية للإمبراطور البيزنطي قسطنطين السابع. هو العمل الزراعي البيزنطي الوحيد الباقي. خلال عصر النهضة المقدونية، جمع الإمبراطور قسطنطين السابع عدة مجموعات ومقتطفات من الكتابات القديمة كان جيوبونيكا واحدًا منها. نجت حوالي 50 مخطوطة تعود إلى ما بين القرنين العاشر والسادس عشر. أدرجت المجموعة عمل Cassianus Bassus الذي جمعه فيندونيوس أناتوليوس.